# Oskar Werner
Oskar Werner (Oskar Josef Bschließmayer, Viena, 13 de noviembre de 1922-Marburg an der Lahn, 23 de octubre de 1984) fue un actor austríaco de teatro y de cine que intervino en numerosas películas internacionales.

## Biografía
Nació en el seno de una familia humilde. De adolescente, la mayor parte de su tiempo libre lo pasaba con su abuela, cuando no participaba en montajes teatrales en su colegio. A los 15 años de edad, Werner fue testigo de las persecuciones nazis de los judíos, lo cual le influyó para convertirse de adulto en pacifista, luchador contra los nacionalismos y contra el antisemitismo. Un tío suyo le proporcionó la ocasión de participar como comparsa en una película, gracias a lo cual consiguió pequeños papeles en el cine. El joven tomó entonces lecciones de dicción y comenzó a aparecer en la radio, así como en obras teatrales. Al abandonar prematuramente el colegio, Werner fue reclutado para el servicio militar.
En 1944 Werner se casó con Elisabeth Kallina y tuvo con ella una hija, Elinore. En diciembre de ese mismo año decidió desertar y se mantuvo oculto hasta el final de la guerra.
En 1952 se trasladó a Liechtenstein, donde adquirió una pequeña parcela y construyó una casa, que con el tiempo fue ampliando según sus propios diseños. Más tarde compró otra vivienda en los alrededores de Krems, Austria, en la que, al igual que en la primera, pasaba largas temporadas solo. Werner se ganó la fama de ser complicado y excéntrico. Así, en la puerta de su casa colocó un cartel que decía «Concededme que os pida que no me visitéis sin previo aviso».
Entre 1970 y 1979 Werner mantuvo una relación con la actriz Antje Weisgerber.
Durante los últimos años de su vida, Werner padeció depresiones y alcoholismo. Murió en 1984 en un hotel a causa de un infarto del corazón, cuando preparaba una gira de lecturas por Alemania.

## Carrera
En 1941 Oskar Werner debutó (bajo este nombre artístico) en el prestigiosos teatro vienés Burgtheater. En octubre de este año fue incorporado a filas, aunque recibió permiso del ejército de seguir actuando en el teatro. En la segunda mitad de los años 40 actuó en varios teatros de la capital, interpretando numerosos papeles. A partir de 1948, el rubio y atractivo actor comenzó a aparecer en el cine. En una ocasión, mientras actuaba en el Burgtheater, se marchó sin permiso a Londres para rodar unas escenas, a raíz de lo cual fue despedido.
En 1950 la productora 20th Century Fox le firmó un contrato en Hollywood para un período de siete años, que sin embargo Werner canceló un año más tarde. En 1951, realizó una película memorable, DECISIÓN AL AMANECER", junto a Richard Basehart, de la WWII, como un cabo de la Luftwaffe, que traiciona a su país. Argumento de un hecho verídico. Película que con los años sigue siendo un clásico, vista y del gusto de muchas personas en el mundo. En los años siguientes Werner se convirtió en uno de los principales actores de teatro y de cine germanoparlantes de su generación. Al final de la década, en 1959, regresó al Burgtheater.
Bajo la dirección de François Truffaut, Werner se convirtió en 1962 en un actor de proyección internacional mediante su actuación en la película de culto Jules et Jim. Desde entonces, el director y el actor mantuvieron una estrecha amistad. En los años siguientes se sucedieron títulos de cine de gran éxito internacional, como El barco de los locos, con un elenco de actores famosos, y El espía que surgió del frío, película en la que protagonizó un memorable duelo interpretativo con Richard Burton.
En 1966 participó en otra película de culto de Truffaut, Fahrenheit 451, en el papel del bombero Montag, dedicado a quemar libros, prohibidos por el gobierno. Durante el rodaje se produjeron en número creciente enfrentamientos entre Truffaut y Werner, quienes tenían ideas dispares acerca del guion. Al final, Werner incluso intentó sabotear determinadas escenas. Con ello terminó la buena amistad que ambos habían mantenido durante cuatro años.
Otra película de enorme proyección internacional fue Las sandalias del pescador, rodada en 1966 y basada en la obra homónima de Morris West. Werner, junto a actores como Anthony Quinn, Lawrence Olivier y Leo McKern, interpreta de forma convincente a un sacerdote residente en la Ciudad del Vaticano, que escribe obras críticas sobre la fe católica y por las que debe responder ante una comisión investigadora. A pesar de recibir ofertas muy interesantes de grandes directores, entre ellos Stanley Kubrick, a partir de 1968 Werner apareció únicamente en dos ocasiones en producciones internacionales, la primera en El barco de los locos, nuevamente con un gran número de famosos actores, y la segunda en un episodio de la popular serie de televisión Colombo.
Entre sus rasgos personales destaca su voz peculiar, de aire casi hipnótico, modulada de forma suave y poética, y con un ligero acento vienés.

## Premios y distinciones
Premios Óscar
| Año  | Categoría   | Película              | Resultado |
| ---- | ----------- | --------------------- | --------- |
| 1966 | Mejor Actor | El barco de los locos | Nominado  |

- 1965: Premio del New York Film Critics Circle por El barco de los locos.
- 1966: Premio Golden Globe al mejor actor de drama por El espía que surgió del frío.
- 1966: Grand Prix de la Académie du Cinéma